# Liste der Biografien/Schneu
Liste der Biografien |
Portal Biografien |
Personensuche
# |
A |
B |
C |
D |
E |
F |
G |
H |
I |
J |
K |
L |
M |
N |
O |
P |
Q |
R |
S |
T |
U |
V |
W |
X |
Y |
Z |
?
 
Sa |
Sb |
Sc |
Sd |
Se |
Sf |
Sg |
Sh |
Si |
Sj |
Sk |
Sl |
Sm |
Sn |
So |
Sp |
Sq |
Sr |
Ss |
St |
Su |
Sv |
Sw |
Sy |
Sz
 
Sca–Sce |
Sch |
Sci–Scz
 
Scha |
Schc |
Schd |
Sche |
Schg |
Schi |
Schj |
Schk |
Schl |
Schm |
Schn |
Scho |
Schp |
Schr |
Schs |
Scht |
Schu |
Schv |
Schw |
Schy
 
Schna |
Schne |
Schni |
Schno |
Schnu |
Schny
 
Schneb |
Schnec |
Schned |
Schnee |
Schneg |
Schneh |
Schnei |
Schnek |
Schnel |
Schnep |
Schner |
Schnet |
Schneu |
Schnew |
Schney |
Schnez
Die Liste der Biografien führt alle Personen auf, die in der deutschsprachigen Wikipedia einen Artikel haben. Dieses ist eine Teilliste mit 5 Einträgen von Personen, deren Namen mit den Buchstaben „Schneu“ beginnt.

## Schneu

### Schneub
- Schneuber, Johann Matthias (1614–1665), deutscher und lateinischer Lyriker und Pädagoge der Barockzeit

### Schneue
- Schneuer, David (1905–1988), polnischer Bühnenbildner und Plakatmaler

### Schneuw
- Schneuwly, Christian (* 1988), Schweizer Fussballspieler
- Schneuwly, Karin (* 1969), Schweizer Schriftstellerin, Lektorin, Übersetzerin und Korrektorin
- Schneuwly, Marco (* 1985), Schweizer FussballspielerMarco Schneuwly (* 1985)

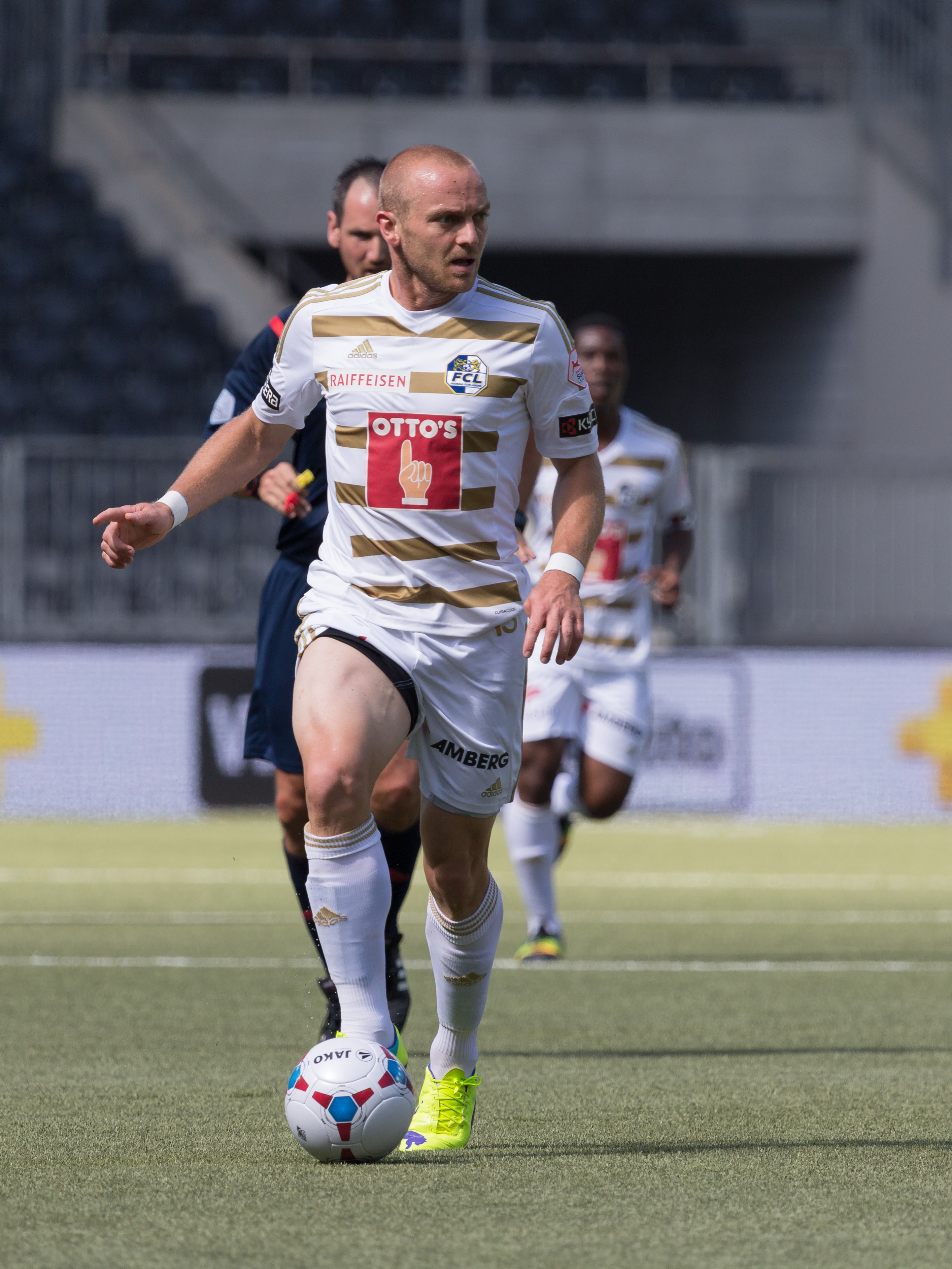
Marco Schneuwly (* 1985)